# Pauline, Lady Trevelyan
Pauline, Lady Trevelyan, född 1816, död 1866, var en brittisk konstnär (målare). Hennes konstnärskap associeras med prerafaeliternas stilart.